# Bogdan Jan Balcerowicz
Bogdan Jan Balcerowicz (ur. 1939 w Rypinie) – polski poeta, prozaik, publicysta, dziennikarz. Ukończył studia pedagogiczne na Uniwersytecie Mikołaja Kopernika w Toruniu i podyplomowe studium dziennikarskie na Uniwersytecie im. Adama Mickiewicza w Poznaniu.
Debiutował jako poeta w 1960 na „II Toruńskim Maju Poetyckim”. W 1968 w wydawnictwie Morskim w Gdyni ukazał się jego debiutancki tomik poezji pt. Śladem słońca, w 1978 Klub Literacki „Strefy” w Gdańsku wydał jego arkusz poetycki pt. Wrastanie. W 1987 Toruńskie Towarzystwo Kultury wydało jego tomik pt. Wydzieranie ze snu.
Publikował swoją twórczość poetycką w wielu pismach literackich i społeczno-kulturalnych, Polskim Radiu, i telewizji oraz w zbiorach, almanachach i arkuszach poetyckich w kraju. Jego poezja była tłumaczona na język słowacki i ukraiński. Laureat wielu konkursów poetyckich, pamiętnikarskich, publicystycznych. Instruktor i reżyser teatralny, działacz kulturalny i społeczny. Twórca, a potem przez wiele lat współorganizator i realizator dorocznych ogólnopolskich przeglądów amatorskich zespołów teatralnych np. „Rypińskie Wiosny Teatralne”.
Członek stowarzyszeń twórczych i klubów literackich, takich jak: Związek Literatów Polskich, Stowarzyszenie Autorów Polskich, Stowarzyszenie Dziennikarzy RP, Polskie Stowarzyszenie Prasy Lokalnej oraz towarzystw naukowych, społeczno-kulturalnych i regionalnych, m.in. Włocławskiego Towarzystwa Naukowego, Dobrzyńsko-Kujawskiego Towarzystwa Kulturalnego we Włocławku, Towarzystwa Miłośników Ziemi Rypińskiej, Toruńskiego Towarzystwa Kultury.
Twórca i redaktor naczelny gazet lokalnych: „Kroniki Rypińskiej”, „Ziemi Rypińskiej”, „Gazety Skrwileńskiej”, współpracownik i stały korespondent wielu pism lokalnych i regionalnych oraz prasy ogólnopolskiej.
Członek Bractwa Literackiego przy oddziale Civitas Christiana w Rypinie.
Odznaczony odznaką Zasłużony Działacz Kultury i Za zasługi dla woj. włocławskiego, w 1986 laureat nagrody bydgoskiego tygodnika „Fakty” za upowszechnianie kultury i wybitną twórczość teatralną. Autor wielu adaptacji scenicznych oraz ich reżyser na podstawie własnej twórczości poetyckiej oraz poezji polskiej i światowej, prezentowanych na wielu przeglądach amatorskich zespołów teatralnych.